# Zeitschrift für Europarechtliche Studien
Die Zeitschrift für Europarechtliche Studien (ZEuS) ist eine vierteljährlich erscheinende, mehrsprachige juristische Fachzeitschrift, welche sich als internationales Forum für Beiträge aus Wissenschaft sowie Praxis versteht. Die Hauptsprachen der Publikationen sind Deutsch und Englisch. ZEuS erscheint seit 1998 in Deutschland.

## Inhalt
ZEuS versucht ein möglichst breites Spektrum an Beiträgen zu grundsätzlichen und aktuellen Fragestellungen der Europäischen Integration, des Europa- und des internationalen Rechts zu behandeln.
Themenschwerpunkte liegen regelmäßig in den Bereichen Außenwirtschaft, Europäisches Wirtschaftsrecht, Medienwirtschaft, Menschenrechtsschutz und Privatrecht. Die am Europa-Institut der Universität Saarland gehaltenen Vorträge werden grundsätzlich in ZEuS veröffentlicht.
Die Qualität der Publikationen wird durch eine eigene Prüfung und Auswahl der Beiträge nach einem eingehenden Begutachtungsverfahren durch die Redaktion und die Herausgeber gewährleistet.

## Herausgeberin
Herausgeber der Zeitschrift ZEuS ist das Europa-Institut der Universität Saarland (Sektion Rechtswissenschaft) unter verantwortlicher Leitung der Professoren Thomas Giegerich, Marc Bungenberg, Michael Hahn, Christian Calliess und Torsten Stein (†). Georg Ress ist Gründungsherausgeber.

## Redaktion
Die verantwortliche Schriftleitung der Zeitschrift ZEuS obliegt Bianca Böhme. Die Redaktion setzt sich unter anderem aus aktuellen und ehemaligen Mitarbeitern des Europa-Instituts, die als Professoren, Dozenten, Rechtsanwälte oder Justiziare tätig sind, zusammen: Jürgen Bröhmer, Christian von Buttlar, Christian Calliess, Iris Canor, Karoline Dolgowski, Mareike Fröhlich, Oskar J. Gstrein, Robin van der Hout, André Husheer, Dieter Lang, Maria Meng-Papantoni, Zlatan Meskic, Kristina Müller, Alexander Proelß, Sebastian Ramelli, Philipp Reinhold, Dagmar Richter, Rüdiger Sailer, Anne Thies, Anja Trautman und Pieter Van Vaerenbergh. 

## Medieninhaber und Verleger
Medieninhaber und Verlegerin war von 1998 bis 2014 die Berliner Wissenschafts-Verlag GmbH (vormals Berlin Verlag Arno Spitz GmbH). Seit 2014 erscheint ZEuS in der Nomos Verlagsgesellschaft.

## Zitierweise
In ZEuS veröffentlichte Beiträge werden (wie auch bei anderen rechtswissenschaftlichen Zeitschriften) üblicherweise folgendermaßen zitiert:
- ZEuS / Jahr / Seite